# Sargus purpuratus
Sargus purpuratus är en tvåvingeart som beskrevs av Lindner 1972. Sargus purpuratus ingår i släktet Sargus och familjen vapenflugor. Inga underarter finns listade i Catalogue of Life.